# San Giuliano di Puglia
San Giuliano di Puglia es una localidad y comune italiana de la provincia de Campobasso, región de Molise, con 1.135 habitantes.

## Evolución demográfica
| Gráfica de evolución demográfica de San Giuliano di Puglia entre 1861 y 2001 |
|                                                                              |
| Fuente ISTAT - elaboración gráfica de Wikipedia                              |